# Spetsvingemätare
Spetsvingemätare, Hypoxystis pluviaria, är en fjärilsart som beskrevs av Johan Christian Fabricius 1787. Spetsvingemätare ingår i släktet Hypoxystis och familjen mätare, Geometridae. Arten är reproducerande men har Sårbara (VU) populationer enligt respektive rödlista i både Sverige och i Finland. Artens kända förekomster i Sverige innefattar Uppland, Gästrikland, Hälsingland, Norrbotten och östra Lule lappmark. I Finland förekommer arten på i lämpliga biotoper  över hela landet, möjligen med undantag för längst i norr. Artens livsmiljö är myrmark och laven livnär sig av älggräs, Filipendula ulmaria. En underart finns listad i Catalogue of Life, Hypoxystis pluviaria sylvanaria (Herrich-Schäffer, 1847)

## Bildgalleri

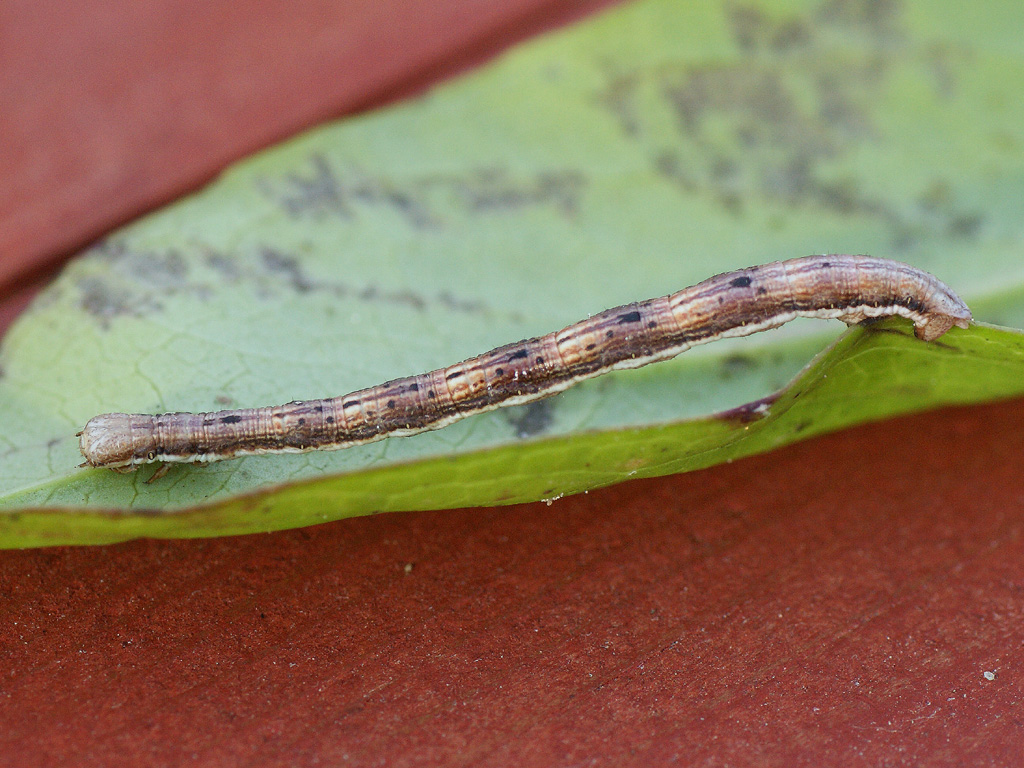
Fjärilens larv.
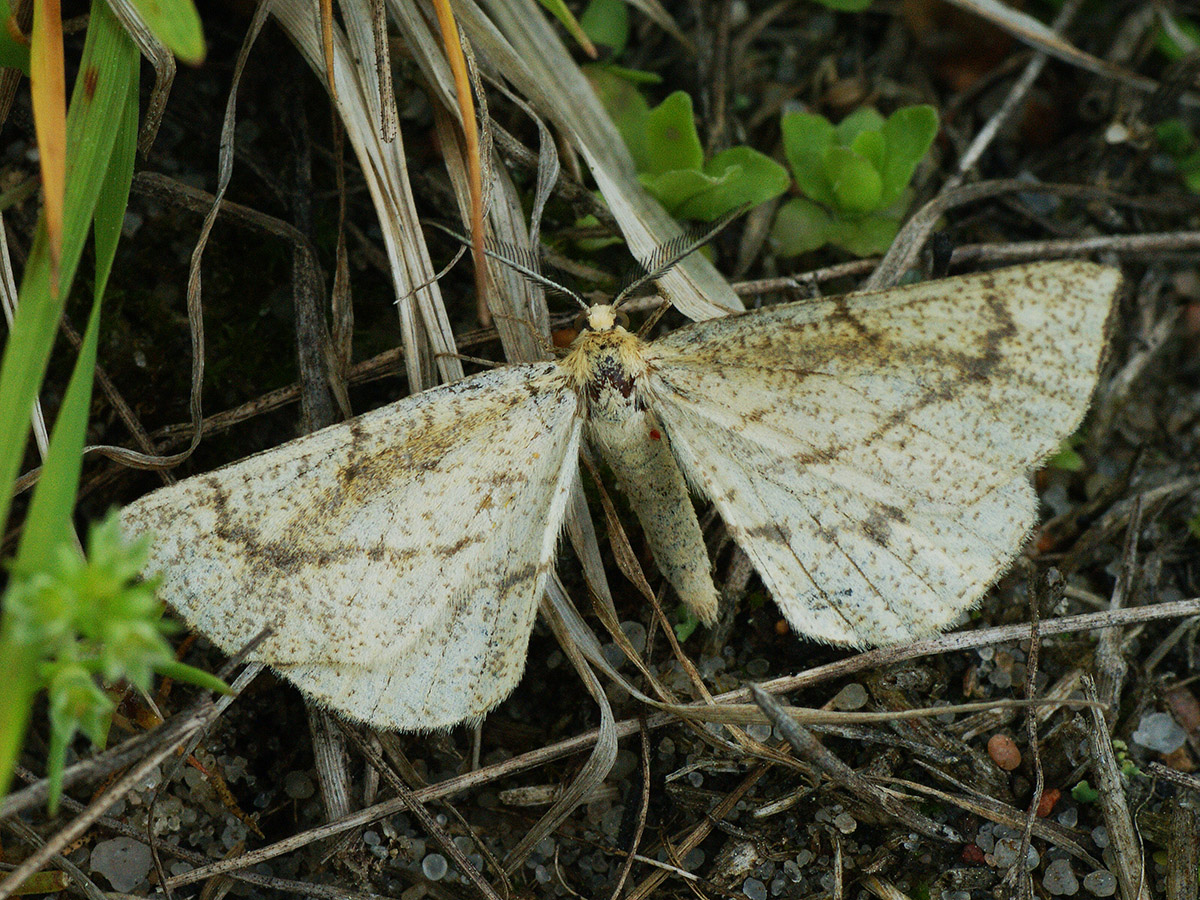
Imago fjäril.
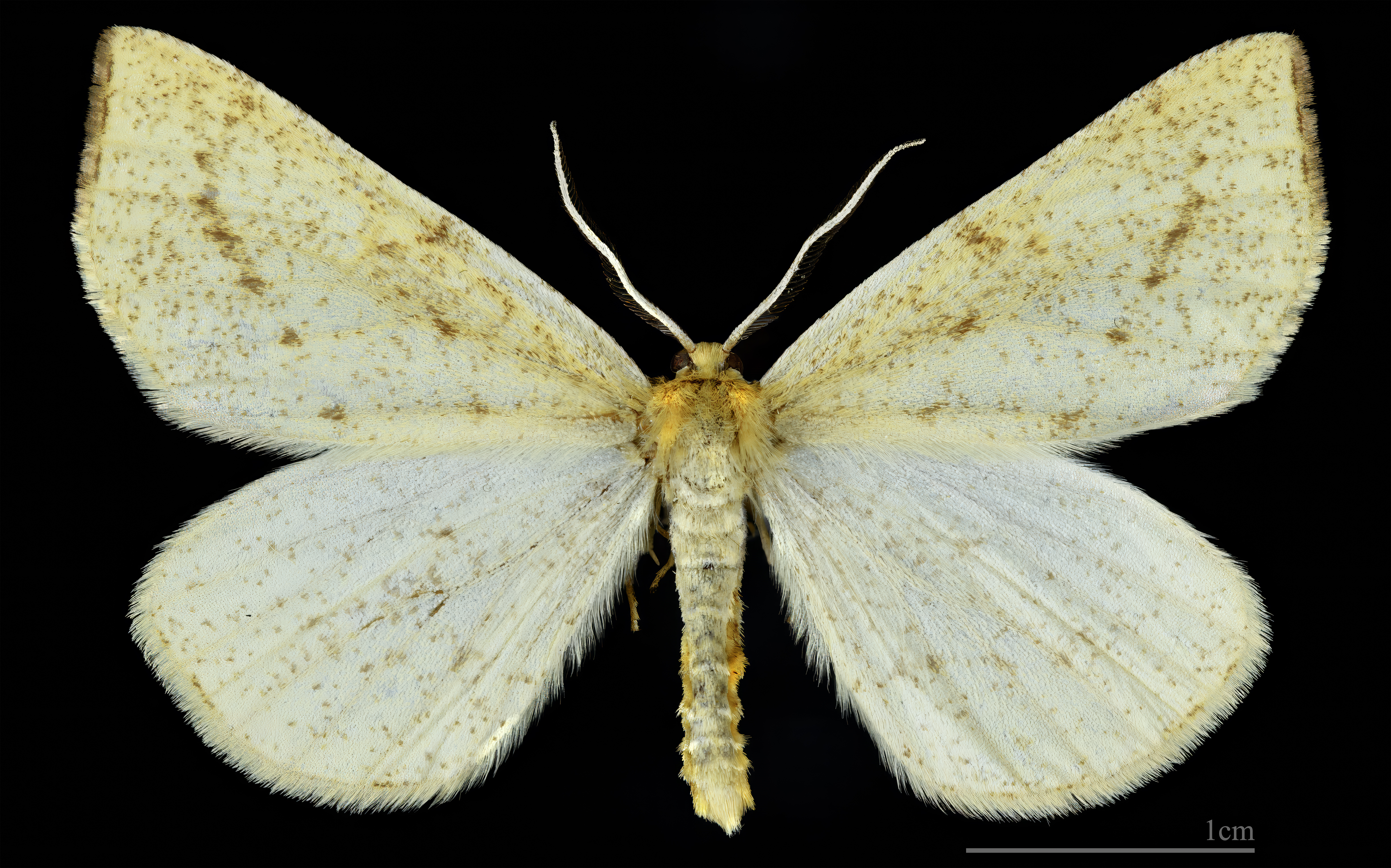
Preparerad (uppnålad) imago fjäril, hane, ovansida.
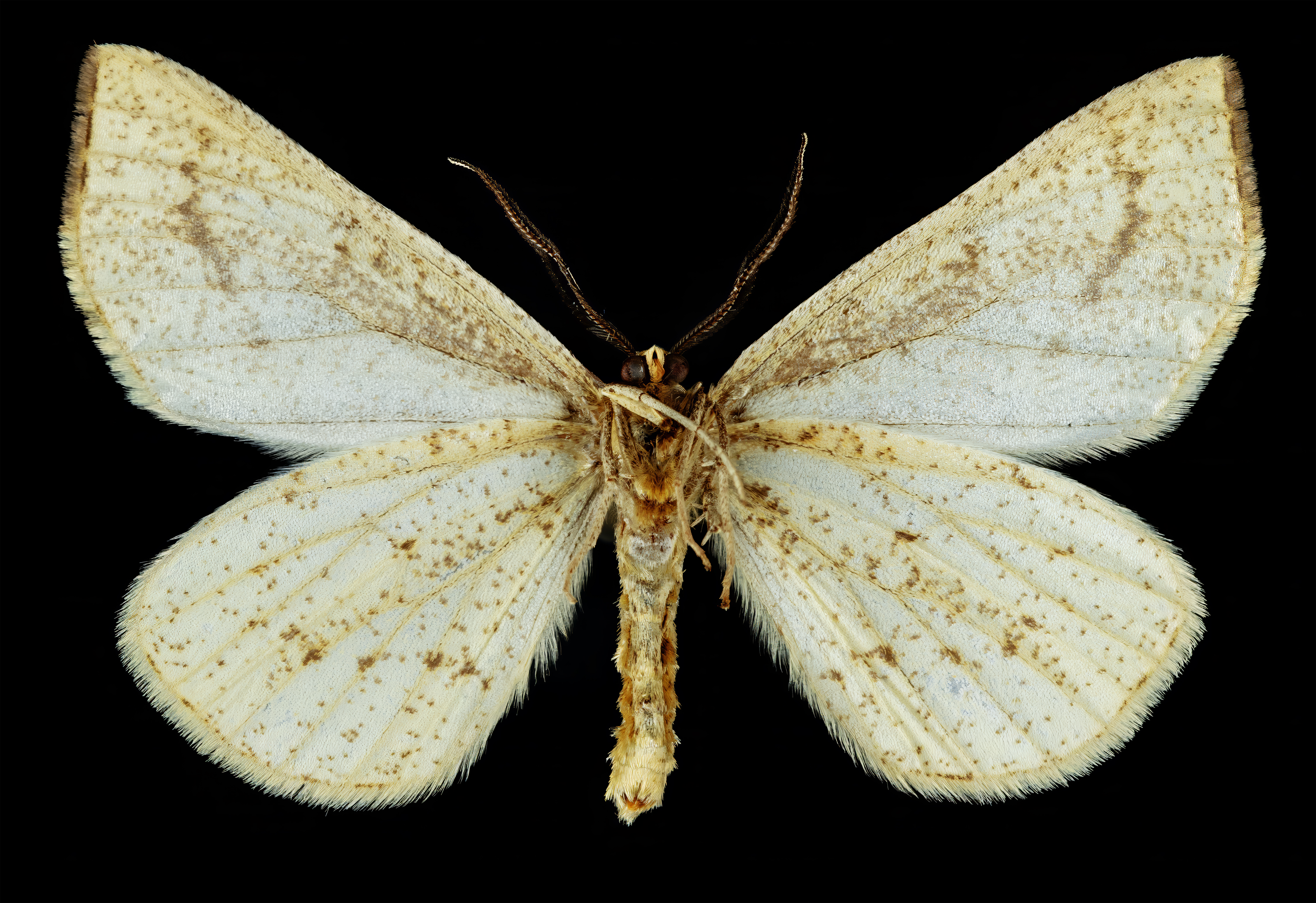
Preparerad (uppnålad) imago fjäril, hane undersida.
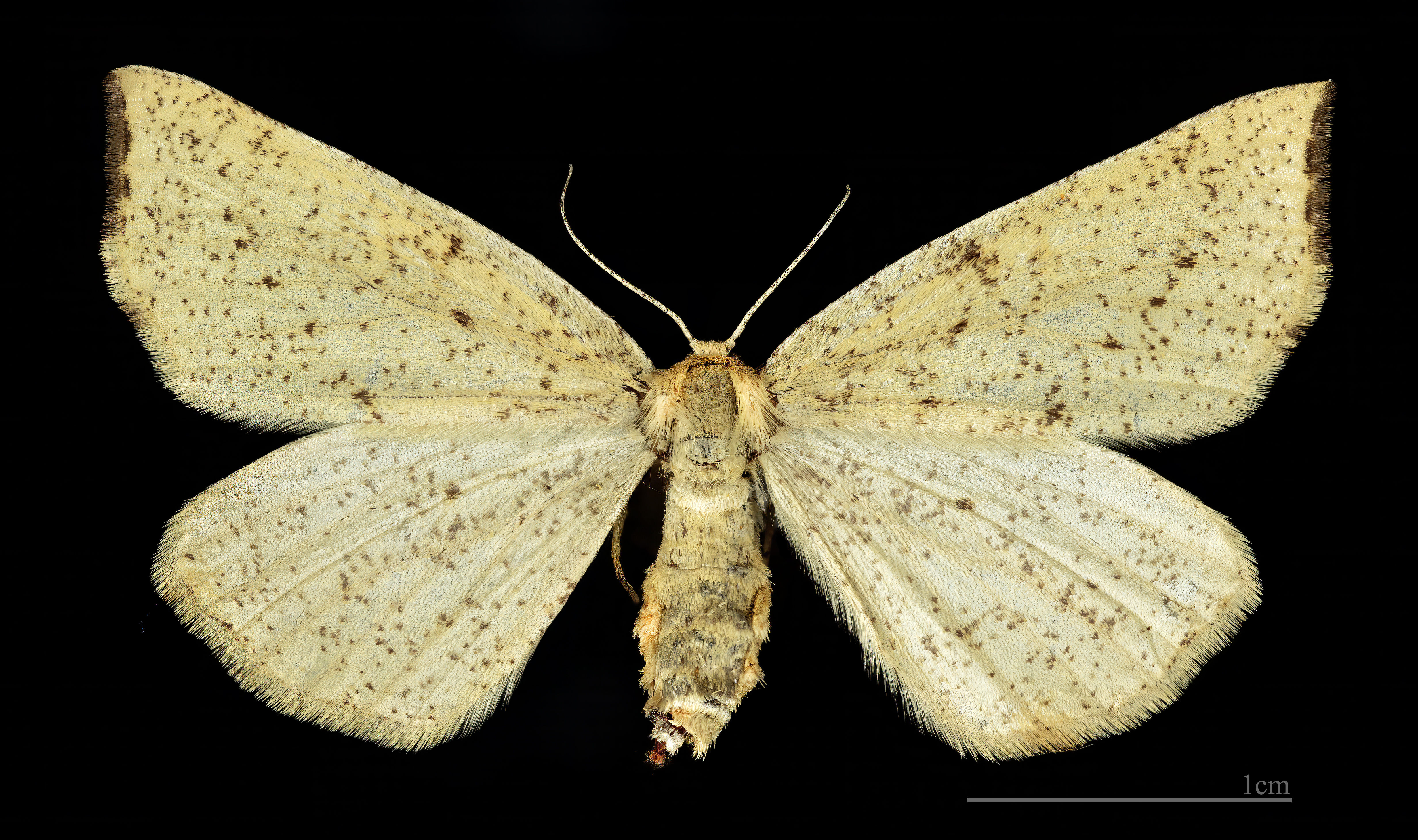
Preparerad (uppnålad) imago fjäril, hona ovansida
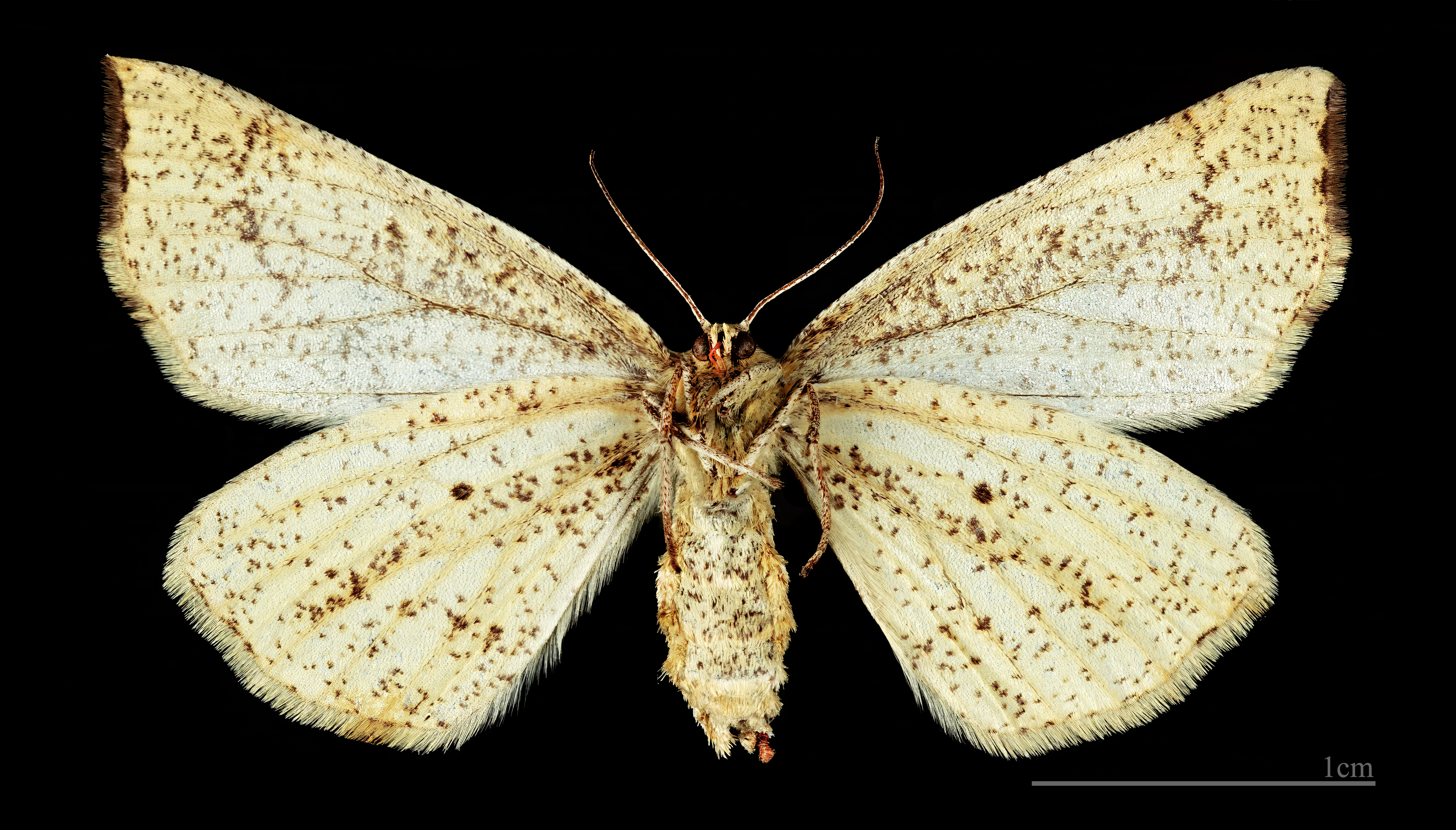
Preparerad (uppnålad) imago fjäril, hona undersida